# غيورغيوس تزافيلاس
غيورغيوس تزافيلاس (باليونانية: Γιώργος Τζαβέλας)‏ (26 نوفمبر 1987 في أثينا، اليونان) لاعب كرة قدم يوناني يجيد اللعب في مركز الظهير الأيسر ويلعب حاليا في نادي آينتراخت فرانكفورت الألماني منذ 2010.

## روابط خارجية
- غيورغيوس تزافيلاس على موقع IMDb (الإنجليزية)
- غيورغيوس تزافيلاس على موقع الاتحاد الدولي (مؤرشف)  (الإنجليزية)
- غيورغيوس تزافيلاس على موقع الاتحاد الأوربي (الإنجليزية)
- غيورغيوس تزافيلاس على موقع اتحاد تركيا (لاعب) (الإنجليزية)
- غيورغيوس تزافيلاس على موقع إي إس بي إن إف سي (الإنجليزية)
- غيورغيوس تزافيلاس على موقع قاعدة بيانات كرة القدم.إي يو (الإنجليزية)
- غيورغيوس تزافيلاس على موقع بيانات كرة القدم. دي إي (الألمانية)
- غيورغيوس تزافيلاس على موقع ليكيب (الفرنسية)
- غيورغيوس تزافيلاس على موقع ناشيونال فوتبول تيمز (الإنجليزية)
- غيورغيوس تزافيلاس على موقع Soccerway.com (الإنجليزية)
- غيورغيوس تزافيلاس على موقع عالم كرة القدم.نت (الإنجليزية)